# كتشرانلو (ألاداغ)
کتشرانلو (بالفارسية: کچرانلو) هي قرية تقع في إيران في قسم ألاداغ الريفي. يقدر عدد سكانها بـ 1048 نسمة بحسب إحصاء 2016.